# Chott el Hodna
Le chott el Hodna est un lac salé endoréique du nord-est de l'Algérie. Il est le deuxième plus grand lac d'Algérie (après le chott Melrhir) et donc l'un des plus grands d'Afrique du Nord.

## Toponymie
Le nom de Hodna, donné au chott, mais également à l'ensemble montagneux, provient de l'arabe et signifie : « sérénité, paix ».

## Présentation
Le chott el Hodna fait partie d'une série de chotts qui se sont développés aux endroits de convergence des eaux provenant de l'Atlas saharien au sud (Aurès) et de l'Atlas tellien au Nord (Chréa et Djurdjura). La cuvette (bassin) du Hodna a une superficie de 8 500 km2 dont 1 100 km2 pour le chott à proprement parler. Il est situé à 400 mètres d'altitude. 
Son alimentation est assurée par au moins 22 cours d'eau principaux auxquels il faut ajouter des sources d'eau douce. Il se met en eau uniquement en hiver, sec et salé en été, des croûtes de sel couvrent toute son étendue. À cause d'une forte évaporation, il se transforme régulièrement un désert de sel.

## Localisation

La région de la Hodna entre les deux wilayas de M'Sila et Batna

La sebkha (chott) s'étend entre deux wilayas du nord-est de l'Algérie, M'Sila et Batna.
Au sud-est du chott, on trouve les communes Abdelkader Azil, M'doukel, Bitam, Barika qui appartiennent administrativement à la wilaya de Batna, à l'ouest du chott sont situées les communes de la wilaya de M'sila, M'Cif, Khoubana, Maarif, Chellal, Ouled Madhi, Souamaa et Aïn Khadra.

## Le chott, un milieu naturel unique au monde

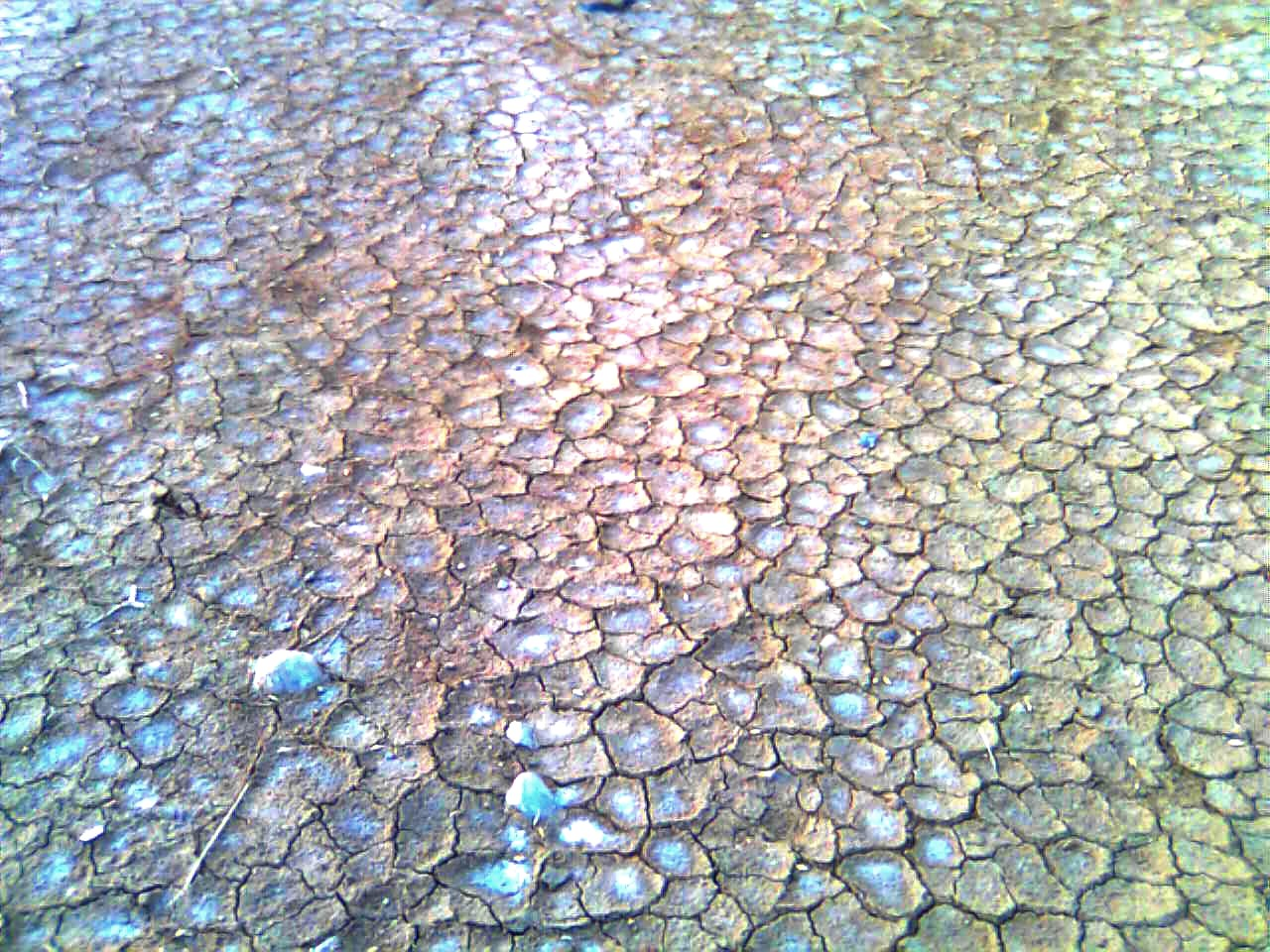
Le sol craquelé et salé du chott el Hodna près de Baniou un mois de décembre

Le chott el Hodna est un type de zone humide représentatif au niveau de la Méditerranée de par l'étendue de sa superficie et de son bassin versant. Sa situation en zone aride est un autre atout justifiant le degré de rareté de ce type de milieu naturel d'un seul tenant ayant subi peu ou pas de transformations importantes par l'homme. Enfin le chott est un modèle représentatif de par la présence de plusieurs types de sols, de bioclimats et de variétés biologiques.
La faune et la flore riche de ce chott abritent des espèces menacées telles que la gazelle de cuvier. La faune, riche et diversifiée, est composée de 119 espèces d'oiseaux, 20 espèces de mammifères et 10 espèces de reptiles.
Depuis le 2 février 2001, le Chott el Hodna est une zone humide protégée par la convention de Ramsar.

## Autorités de gestion
Ce sont la Wilaya de M'Sila et la Wilaya de Batna qui sont chargées de la gestion du site par l'intermédiaire de la direction des ressources en eau de ses deux wilayas. En effet, parmi les 11 communes chevauchant le chott, 3 appartiennent à la Wilaya de Batna et 8 à la Wilaya de M'Sila à raison de 1 000 km2 pour la Wilaya de M'Sila et 100 km2 pour la Wilaya de Batna,,.